# XLR50 (motor cohete)
El XLR50, fue un motor de cohete líquido alimentado por bomba que quema RP-1 y LOX en un ciclo de generador de gas desarrollado por General Electric. Se utilizó para impulsar la primera etapa de los cohetes Vanguard.

## Historia
Cuando el cohete Vanguard fue seleccionado como el primer vehículo de lanzamiento orbital para los EE. UU., Martin Company obtuvo el contrato como contratista principal. Dados los niveles de empuje requeridos, la propulsión Viking (Reaction Motors XLR10) se consideró insuficiente, y la propuesta de General Electric, basada en el programa Hermes, se consideró más apropiada y una opción menos arriesgada que el siguiente proyecto de Reaction Motors. Así, el 1 de octubre de 1955, la orden de compra de Martin 55-3516-CP se firmó con General Electric para el motor X-405 para suministrar una unidad autónoma que debía incluir la estructura de empuje, el anillo de cardán, los componentes del motor y el arranque del motor.
Mientras que los dos primeros vuelos de Vanguard (TV-0 y TV-1) usaron las primeras etapas de Viking, se construyeron doce X-405 y once volaron en cohetes Vanguard.